# Diores termitophagus
Diores termitophagus är en spindelart som beskrevs av Rudy Jocqué och Ansie S. Dippenaar-Schoeman 1992. Diores termitophagus ingår i släktet Diores och familjen Zodariidae. Inga underarter finns listade i Catalogue of Life.